# Fosa pterigoidea
La fosa pterigoidea es un término anatómico para la fosa formada por la divergencia de la placa pterigoide lateral y la placa pterigoide medial del hueso esfenoides

## Estructura
Las placas pterigoideas lateral y medial divergen detrás y se cierran entre ellas en una fosa en forma de V, la fosa pterigoidea. Esta fosa mira hacia el plano posterior, y contiene el músculo pterigoideo medial y el Músculo tensor del velo del paladar.

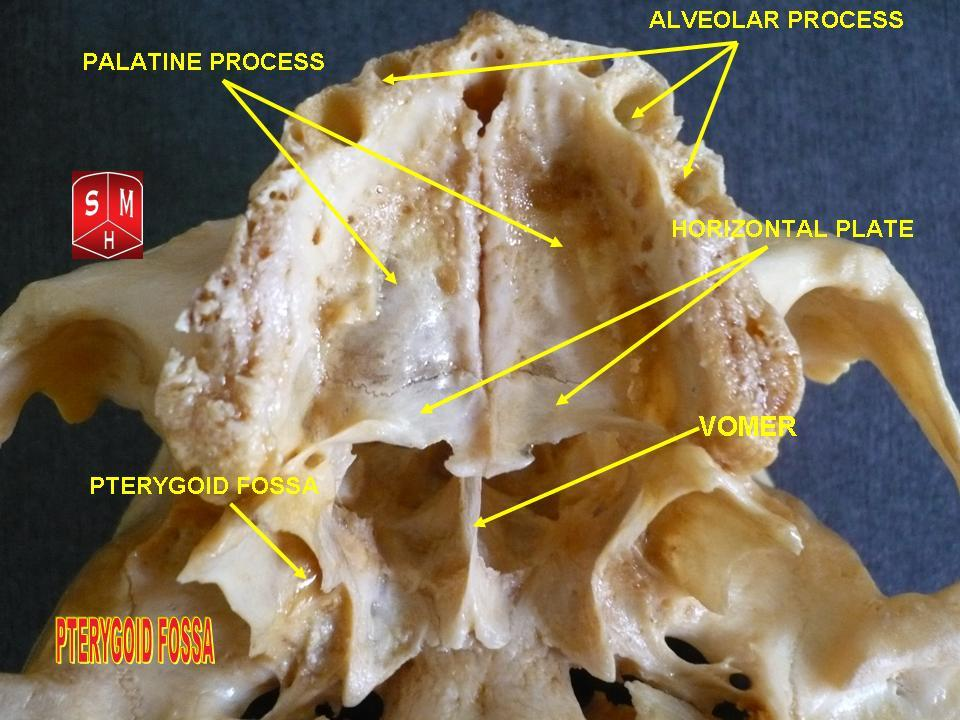
Fosa pterigoidea